# Altograciosa mirabilis
Altograciosa mirabilis är en insektsart som beskrevs av Liana 1980. Altograciosa mirabilis ingår i släktet Altograciosa och familjen Proscopiidae. Inga underarter finns listade i Catalogue of Life.